# HMS Dorsetshire (40)
«Дорсетшир» (40) (англ. HMS Dorsetshire (40) — військовий корабель, важкий крейсер типу «Каунті» підкласу «Норфолк» Королівського військово-морського флоту Великої Британії за часів Другої світової війни.
Важкий крейсер «Дорсетшир» був закладений 21 вересня 1927 року на верфі HM Dockyard Portsmouth, Портсмут. 24 січня 1929 року корабель спущений на воду, а 30 вересня 1930 року увійшов до складу Королівських ВМС Великої Британії.
Важкий крейсер «Дорсетшир» узяв активну участь у бойових діях на морі в Другій світовій війні, бився в Атлантиці, біля берегів Англії та в Індійському океані, супроводжував транспортні конвої. За проявлену мужність та стійкість у боях бойовий корабель заохочений двома бойовими відзнаками.
5 квітня 1942 року разом з крейсером «Корнуолл» потоплений 53 японськими пікіруючими бомбардувальниками Aichi D3A2 Val під час проведення Імперським флотом Японії рейду в Індійський океан.

## Історія служби

### Довоєнний час
У травні 1931 року важкий крейсер «Дорсетшир» спільно з однотипним «Норфолк» здійснив похід по Балтиці, відвідавши з візитами ряд балтійських портів.
4 січня 1938 року, разом з легким крейсером «Емеральд» і сістер-шипом «Норфолк» з 5-ї ескадри Східного флоту вирушили з Калькутти до Сінгапуру, де до квітня проходили флотські маневри, в основному, оборонного характеру.

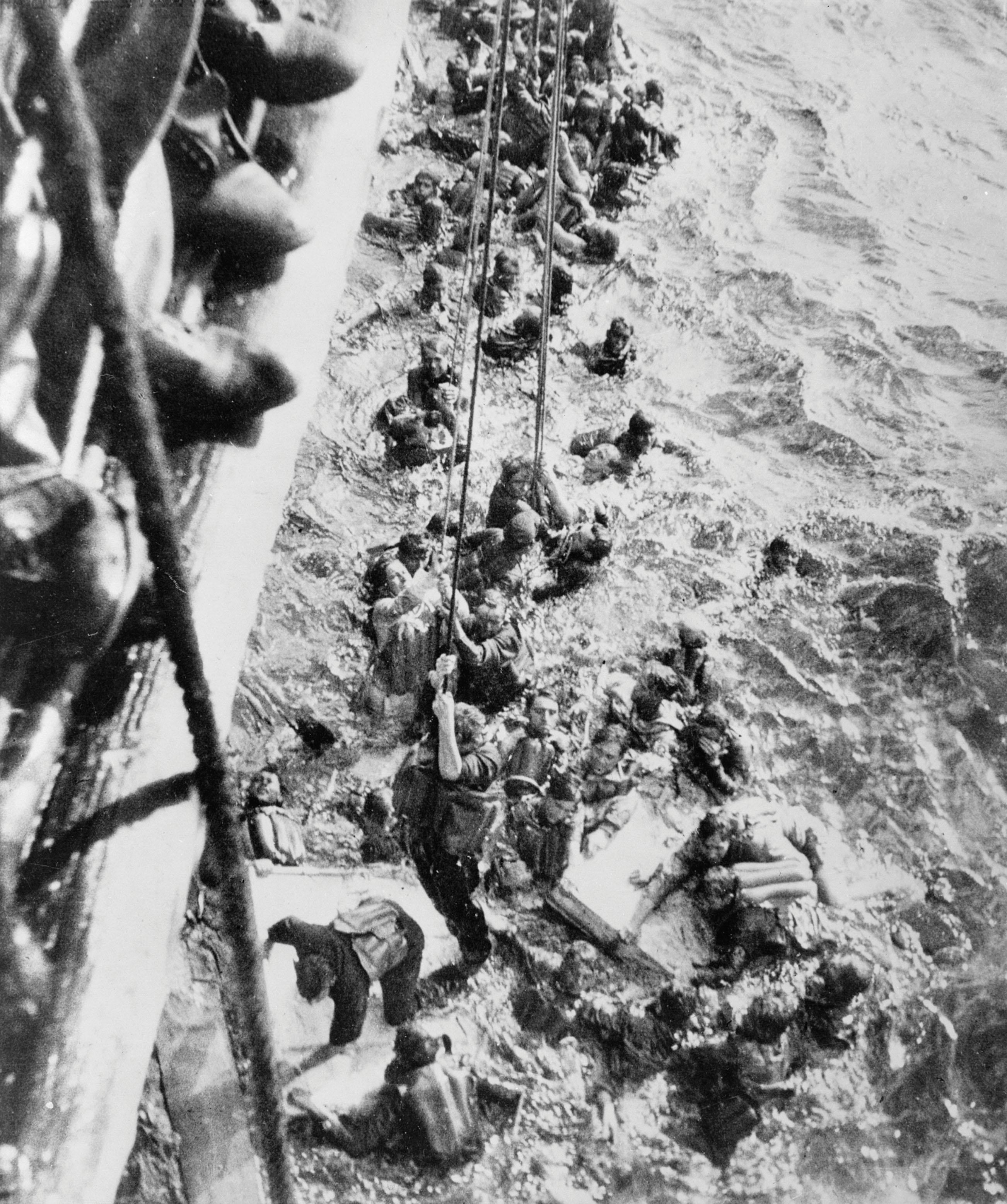
Рятування членів німецького екіпажу лінкору «Бісмарк» британським крейсером «Дорсетшир». 27 травня 1941

### Друга світова війна

#### Атлантичний океан
У ході пошуку з метою знищення «Бісмарка» Королівський флот стягнув усі наявні сили: 4 лінкори і 2 лінійних крейсери, 2 авіаносці, 12 крейсерів і велика кількість есмінців. Вже 24 травня британські кораблі, що кинулись переслідувати німецьку групу, наздогнали противника і відкрили вогонь з метою затримати його до підходу своїх головних сил. Але після короткого артилерійського бою британці були змушені піти, чим скористався «Принц Ойген», який за наказом адмірала Г.Лют'єнса відокремився від «Бісмарка» і самостійно пішов в Атлантику (згідно з іншою версією, це сам «Бісмарк», щоб дати відірватися від переслідування крейсеру «Принц Ойген», повернув у бік британських кораблів і пов'язав їх коротким боєм). Зрештою, після тижневої погоні німецький лінкор наздогнали і 27 травня він був потоплений у бою з лінкорами «Кінг Георг V» і «Родні» та важкими крейсерами «Норфолк» і «Дорсетшир». «Саффолк» повернувся на базу раніше — близько 12.00 24 травня.
У 1990 році під час підводного обстеження експедицією під керівництвом Р. Балларда уламків «Бісмарка» було відзначено, що броня правого борта лінкора має численні вм'ятини і щербини глибиною в кілька сантиметрів — сліди влучень 203-мм снарядів важких крейсерів. За час бою вони випустили по німецькому кораблю 781 снаряд (527 — «Норфолк» і 254 — «Дорсетшир»).

#### Індійський океан
З 31 березня по 10 квітня 1942 року 1-ше авіаносне ударне з'єднання Імперського флоту Японії під командуванням віцеадмірала Т.Нагумо з метою знищення та виведення з ладу військово-морських баз союзників та порушення систем морських комунікацій в акваторії Індійського океану провело зухвалий рейд. На той час в акваторії океану діяло британське угруповання флоту, з'єднання «A», яке вживало заходи щодо перехоплення та знищення японських сил.
Однак, 5 квітня в ході битви за Цейлон два британські важких крейсери — «Дорсетшир» і «Корнуолл» — були затоплені 53 японськими пікіруючими бомбардувальниками Aichi D3A2 Val. Загалом результатами рейду японського флоту для британців стали колосальні збитки, вони втратили один авіаносець, два крейсери, два есмінці, корвет, допоміжний крейсер, п'ять інших кораблів і суден і 45 літаків.